# Poliommatins
Els poliommatins (Polyommatinae) són una subfamília de lepidòpters papilionoïdeus de la família dels licènids (Lycaenidae). Normalment es tracta d'espècies amb dimorfisme sexual acusat: els mascles acostumen a tenir tonalitats blaves mentre que les femelles en tenen en menor quantitat o no en tenen.
L'ADN de papallones d'aquesta subfamília fou seqüenciat per l'equip de Naomi Pierce.

## Distribució
Originaris d'Àsia, els poliommatins arribaren a les Amèriques en cinc onades successives.

## Llista de gèneres
- Actizera Chapman, 1910
- Acytolepis Toxopeus, 1927
- Agriades Hübner, 1819
- Albulina Tutt, 1909
- Anthene Doubleday, 1847
- Aricia Reichenbach, 1817
- Athysanota Karsch, 1895
- Azanus Moore, 1881
- Bothrinia Chapman, 1909
- Brephidium Scudder, 1876
- Cacyreus Butler, 1898
- Caerulea Forster, 1938
- Caleta Fruhstorfer, 1922
- Callenya Eliot i Kawazoé, 1984
- Callictita Bethune-Baker, 1908
- Candalides Hübner, 1819
- Castalius Hübner, 1819
- Catochrysops Boisduval, 1832
- Catopyrops Toxopeus, 1929
- Cebrella Eliot i Kawazoé, 1984
- Celarchus Eliot i Kawazoé, 1984
- Celastrina Tutt, 1906
- Celatoxia Eliot i Kawazoé, 1984
- Chilades Moore, 1881
- Cupido Schrank, 1801
- Cupidopsis Karsch, 1895
- Cyaniris Dalman, 1816
- Cyclargus Nabokov, 1945
- Cyclyrius Butler, 1897
- Danis Fabricius, 1807
- Discolampa Toxopeus, 1929
- Echinargus Nabokov, 1945
- Eicochrysops Bethune-Baker, 1924
- Eldoradina Balletto, 1993
- Elkalyce Balint et Johnson, 1995
- Erysichton Fruhstorfer, 1916
- Euchrysops Butler, 1900
- Euphilotes Mattoni, 1978
- Everes Hübner, 1819
- Famegana Eliot, 1973
- Glaucopsyche Scudder, 1872
- Harpendyreus Heron, 1909
- Hemiargus Hübner, 1818
- Iolana Bethune-Baker, 1914
- Ionolyce Toxopeus, 1929
- Itylos Draudt, 1921
- Jamides Hübner, 1819
- Lampides Hübner, 1819
- Lepidochrysops Hedicke, 1923
- Leptotes Scudder, 1876
- Lestranicus Eliot et Kawazoe, 1983
- Lycaenopsis C. et R. Felder, 1865
- Maculinea van Eecke, 1915
- Madeleinea Bálint, 1993
- Maslowskia Kurenzov, 1974
- Megisba Moore, 1881
- Micropsyche Mattoni, 1978
- Monile Ungemach, 1932
- Monodontides Toxopeus, 1927
- Nabokovia Hemming, 1960
- Nacaduba Moore, 1881
- Neolucia Waterhouse et Turner, 1905
- Neopithecops Distant, 1884
- Nesolycaena Waterhouse et Turner, 1905
- Neurellipes Bethune-Baker, 1910
- Neurypexina Bethune-Baker, 1910
- Niphanda Moore, 1875
- Oboronia Karsch, 1893
- Oraidium Bethune-Baker, 1914
- Oreolyce Toxopeus, 1927
- Orthomiella de Nicéville, 1890
- Otnjukovia Zhdanko, 1997
- Palaeophilotes Forster, 1938
- Paraduba Bethune-Baker, 1906
- Paralycaeides Nabokov, 1945
- Parelodina Bethune-Baker, 1904
- Petrelaea Toxopeus, 1929
- Phengaris Doherty, 1891
- Philotes Scudder, 1876
- Philotiella Mattoni, 1978
- Phlyaria Karsch, 1895
- Pithecops Horsfield, 1828
- Plautella Eliot i Kawazoé, 1984
- Plebejus Kluk, 1802
- Polyommatus Latreille, 1804
- Praephilotes Forster, 1938
- Prosotas Druce, 1891
- Pseudolucia Nabokov, 1945
- Pseudonacaduba Stempffer, 1942
- Pseudophilotes Beuret, 1958
- Pseudozizeeria Beuret, 1955
- Psychonotis Toxopeus, 1930
- Ptox Toxopeus, 1928
- Rhinelephas Toxopeus, 1927
- Rysops Eliot, 1973
- Sahulana Hirowatari, 1992
- Scolitantides Hübner, 1819
- Shijimia Matsumura, 1919
- Sidima (gènere) Eliot i Kawazoé, 1984
- Sinia Forster, 1940
- Sinocupido Lee, 1963
- Subsolanoides Koiwaya, 1989
- Talicada Moore, 1881
- Tarucus Moore, 1881
- Theclinesthes Röber, 1891
- Thermoniphas Karsch, 1895
- Tongeia Tutt, 1908
- Triclema Karsch, 1893
- Turanana Bethune-Baker, 1916
- Tuxentius Larsen, 1982
- Udara Toxopeus, 1928
- Una de Nicéville, 1890
- Upolampes Bethune-Baker, 1908
- Uranothauma Butler, 1895
- Zetona Waterhouse, 1938
- Zintha Eliot, 1973
- Zizeeria Chapman, 1910
- Zizina Chapman, 1910
- Zizula Chapman 1910